# 罗什塞维耶尔
罗什塞维耶尔（法語：Rocheservière，法語發音：[ʁɔʃsɛʁvjɛʁ]），法国西部城市，卢瓦尔河地区大区旺代省的一个市镇，隶属于永河畔拉罗什区，其市镇面积为28.26平方公里，2022年1月1日时人口数量为3,571人，在法国城市中排名第3,190位。
罗什塞维耶尔位于旺代省北部，其东北和西侧与大西洋卢瓦尔省接壤，是一个区域性的中心城市，多个方向的公路在此交汇。

## 地名来源
罗什塞维耶尔的地名来源尚存在争议。根据当地官方网站的论述，“Rocheservière”可能转写自“Rupes Cerviera”，意为“有鹿的岩石”。

## 历史

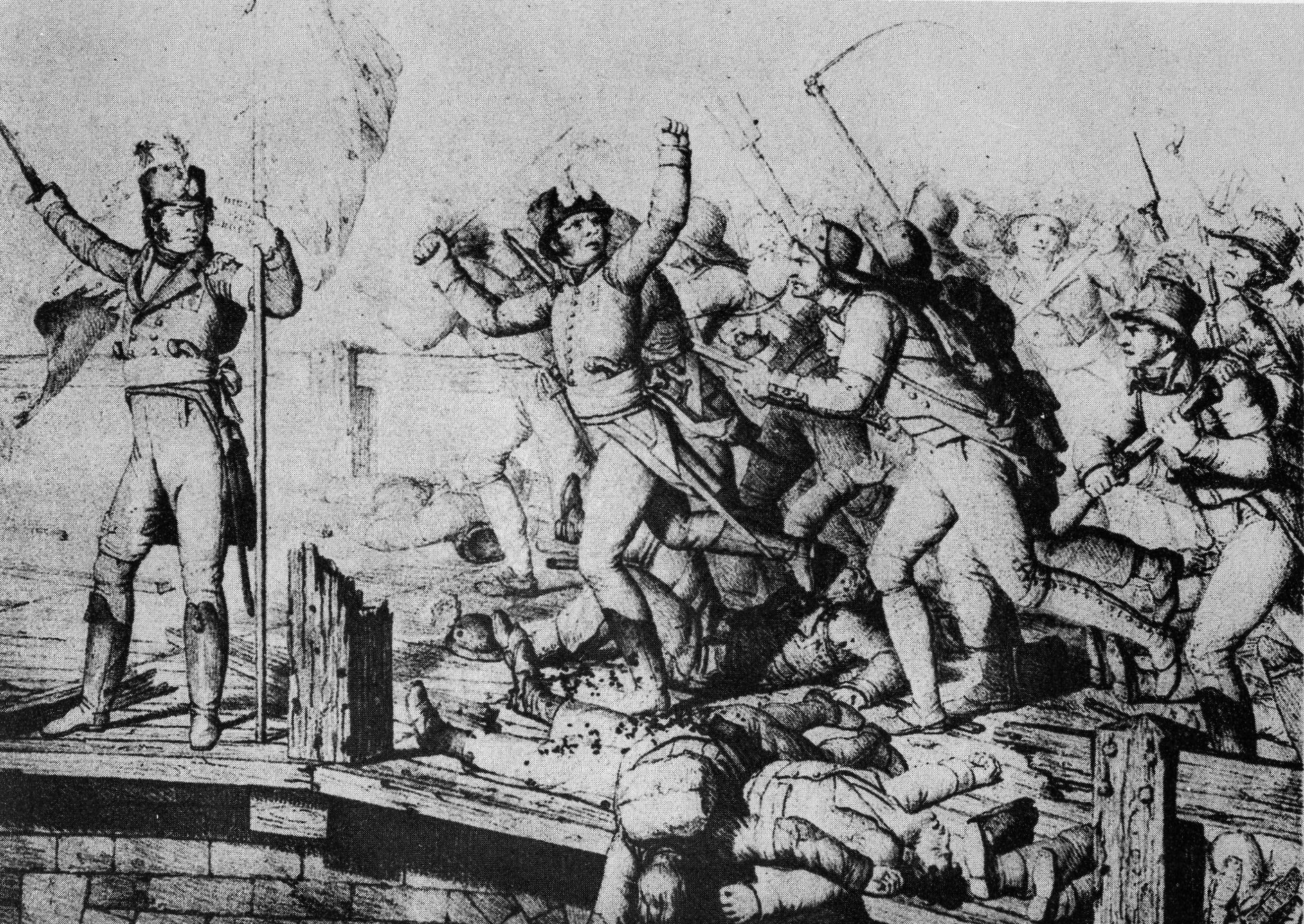
罗什塞维耶尔战役

罗什塞维耶尔的早期历史尚不清楚。根据当地官方网站的论述，罗什塞维耶尔所在区域在历史上长期被布列塔尼与普瓦图伯爵争夺，11世纪时后，罗什塞维耶尔被沙博家族获得，当地领主蒂博二世（Thibaud II）于1170年在罗什塞维耶尔创建祷告院，而罗什塞维耶尔领主庄园则最初于1250年被记载。1595年，罗什塞维耶尔被马什库勒领主继承。16世纪时，罗什塞维耶尔境内出现了一处塔楼。宗教战争期间，下普瓦图地区接连发生暴乱，法兰西国王路易十三于1622年4月13日到访罗什塞维耶尔。法国大革命后，罗什塞维耶尔成为旺代省的一个市镇。1799年，舒昂党将领富日鲁的埃内斯特·格勒利埃拆毁了罗什塞维耶尔城堡，由此防止共和国军队藏匿于此。1815年6月20日，让·马克西米利安·拉马尔克率领的拿破仑帝国军队在罗什塞维耶尔与旺代军队发生交战并取得胜利。罗什塞维耶尔圣母教堂于1882年恢复重建，2023年6月，该教堂发生盗窃案件。
在行政区划方面，罗什塞维耶尔在1800至2015年间为罗什塞维耶尔县的县治。1827年，拉格罗勒（La Grolle）和圣克里斯托夫（Saint-Christophe）两个市镇并入罗什塞维耶尔。

## 地理

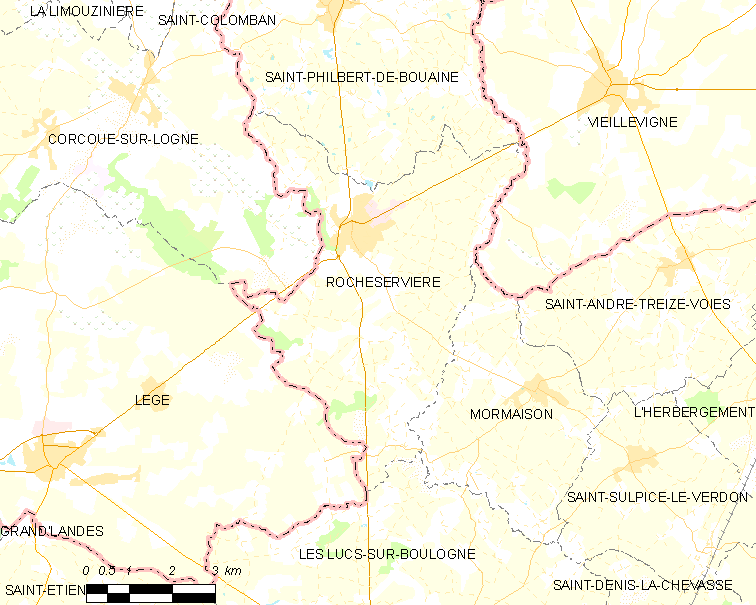
罗什塞维耶尔市镇范围地图

罗什塞维耶尔位于法国西部，卢瓦尔河地区大区西南部和旺代省北部，距离省会永河畔拉罗什大约34公里。与罗什塞维耶尔接壤的市镇包括：布洛涅河畔莱吕克、洛涅河畔科尔库埃、蒙特雷韦尔、圣菲尔贝德布艾讷、勒热和维埃耶维涅。

### 地形
罗什塞维耶尔位于普瓦图丘陵西部，属于阿摩里卡丘陵的东南延伸余脉，境内以浅丘和丘陵为主，市镇中心位于一处河谷右岸，河流对地表有明显的下切作用，沿河地带高差明显，全境海拔在15到72米之间。

### 水文
布洛涅河自东南向西北流经罗什塞维耶尔镇中心南侧。

### 植被
罗什塞维耶尔属于温带阔叶混交林区，林地多集中于河流附近，在市区内亦有散落分布。
在鲜花城市的评比中，罗什塞维耶尔暂未被评级。

### 气候
罗什塞维耶尔在柯本气候分类法中属于温带海洋性气候（Cfb）。

## 行政区划
罗什塞维耶尔的市镇编号为85190，邮政编号为85620。
在行政管理方面，罗什塞维耶尔隶属于法国卢瓦尔河地区大区旺代省永河畔拉罗什区；在地方选举方面，罗什塞维耶尔隶属于阿兹奈县，其市镇范围全境被划入旺代省第一选区；在社会管理方面，罗什塞维耶尔是蒙泰居土地城市圈公共社区的组成部分。
截至2024年2月，罗什塞维耶尔市镇范围内暂无任何城市敏感街区及城市政策优先街区。
法国国家统计与经济研究所（简称）在进行数据统计时，将罗什塞维耶尔市镇单独设为罗什塞维耶尔城市核心区（Unité urbaine de Rocheservière），未将罗什塞维耶尔划入任何城市区（Aire urbaine）及城市辐射区（Aire d'attraction）内。此外，还将罗什塞维耶尔市镇整体看作一个“块区”（IRIS），以便于统计人口分布情况。

## 交通

### 公路
旺代省省道D7线、D84线、D753线和D987线在罗什塞维耶尔境内交汇。卢瓦尔河地区大区公共交通（商业名称为“Aleop”）下属的旺代省城际客运580线（校车线路）经停韦尔图，可前往永河畔拉罗什和圣菲尔贝德布艾讷。
2020年，88.7%的罗什塞维耶尔家庭拥有至少一辆私人汽车。2020年，罗什塞维耶尔境内共发生各类交通事故4起，造成5人受伤，其中3人重伤。
| 4 | 16 |

| 永河畔拉罗什 | 34 |

| 南特 | 35 |

| 沙朗 | 32 |

### 铁路
距离罗什塞维耶尔最近的运营中的客运铁路车站为13公里外的莱贝热芒-莱布鲁济勒站上，该站停靠往返于南特和永河畔拉罗什之间的区域列车，部分班次可直通拉罗谢尔及莱萨布勒多洛讷。

### 航空
罗什塞维耶尔距离南特机场的公路里程大约32公里。

### 城市公共交通
截至2024年2月，罗什塞维耶尔暂无城市公共交通系统。

## 政治
罗什塞维耶尔的现任市长为贝尔纳·达布尔托先生（Bernard DABRETEAU），他是一名无党派人士，在2020年的市政选举中获得了100.00%的支持率（无其他候选人）。
在2022年的法国总统大选的第二轮选举中，法国第25任总统埃马纽埃尔·马克龙在罗什塞维耶尔获得了65.07%的支持率。

## 人口
2021年，罗什塞维耶尔市镇人口数量为3,519，在法国排名第3,190位。其中男性1,724人，女性1,743人，75岁及以上人口占7.6%，外籍人口数量为44人，人口密度为125人/平方公里，当地居民被称为（男性）或（女性）。2022年，罗什塞维耶尔境内出生35人，死亡人口41人。
| 罗什塞维耶尔1901年－2021年人口变化情况 |
|                                        |
| 数据来源：Cassini、INSEE               |

## 经济
罗什塞维耶尔是一个区域性的中心城市。截至2024年2月，罗什塞维耶尔市镇范围内共有各类用人单位（包含自雇）437家，平均历史为15年，其中97.79%为中小型企业（PME），2023年12月至2024年2月间，当地的经济活力指数为0.23%。（木材销售）、（农具销售）及（机械制造）是当地2021年营业额最高的三个企业，分别为99,334,558欧元、57,311,921欧元和24,172,996欧元。

## 财政与居民收入
2022年，罗什塞维耶尔的财政收入总额为2,975,410欧元，财政支出总额为2,331,800欧元，当年的债务总额为3,296,730欧元。2022年，罗什塞维耶尔市镇通过增值税获得282,560欧元的收入，此外当地还共获得了140,690欧元的国家直接财政补助。
| 罗什塞维耶尔居民收入情况                         | 罗什塞维耶尔居民收入情况 | 罗什塞维耶尔居民收入情况 | 罗什塞维耶尔居民收入情况 |
| 内容                                             | 罗什塞维耶尔             | 法国                     | 统计年份                 |
| ------------------------------------------------ | ------------------------ | ------------------------ | ------------------------ |
| 征税家庭总数                                     | 1,411                    | 1,081（法国市镇平均）    | 2022年                   |
| 居民平均月收入                                   | 2,115欧元                | 2,435欧元                | 2022年                   |
| 高级职员人均月收入                               | 3,641欧元                | 4,331欧元                | 2021年                   |
| 中级职员人均月收入                               | 2,332欧元                | 2,470欧元                | 2021年                   |
| 普通职员人均月收入                               | 1,740欧元                | 1,801欧元                | 2021年                   |
| 贫困率                                           | 7%                       | 14.5%                    | 2020年                   |
| 青壮年（15至64岁）失业率                         | 5.4%                     | 7.4%                     | 2020年                   |
| 征税家庭数量占比                                 | 41.5%                    | 45.5%                    | 2020年                   |
| 家庭年均纳税                                     | 1,963欧元                | 4,393欧元                | 2022年                   |
| 资料来源：INSEE、L'Internaute、Le Journal du Net |                          |                          |                          |

## 社会事务

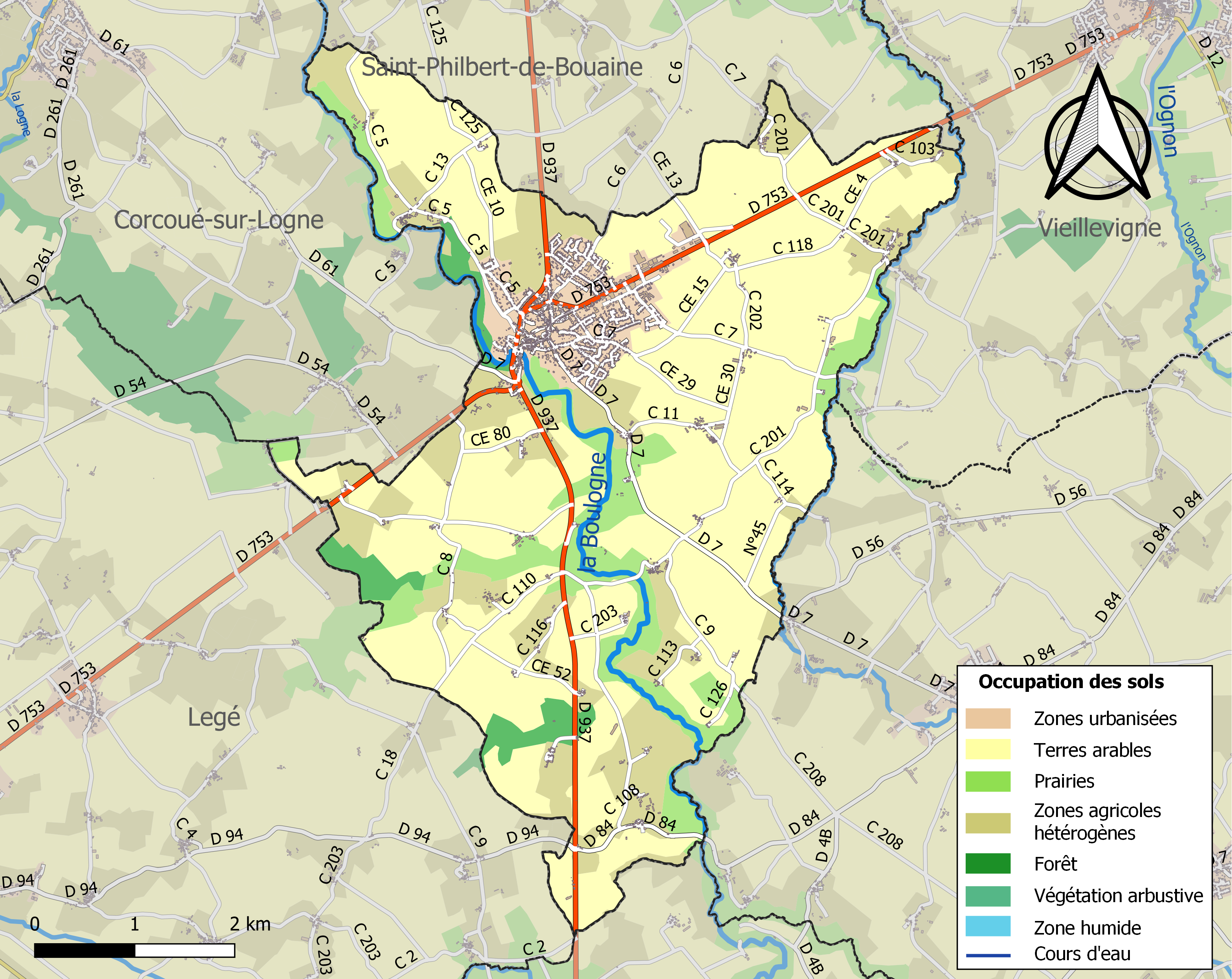
罗什塞维耶尔土地利用情况地图

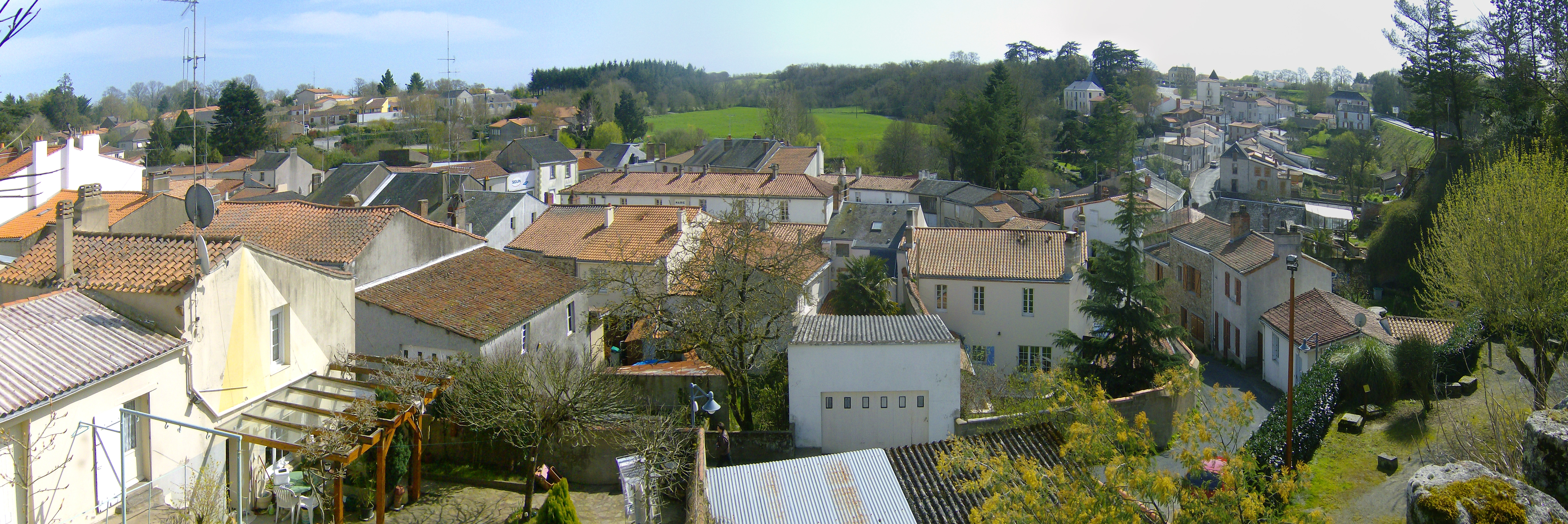
罗什塞维耶尔镇中心全景

### 教育
罗什塞维耶尔属于南特学区。截至2021年1月1日，罗什塞维耶尔境内共有1所幼儿园、2所小学和1所初级中学。2021至2022学年度，罗什塞维耶尔境内共有在校中等教育阶段学生548名。

### 医疗
截至2021年1月1日，罗什塞维耶尔境内共有全科医生4名、保健师5名、牙医4名、护士3名和助产士2名。境内共有药房1家、养老院2家。
距离罗什塞维耶尔最近的区域性医疗机构为旺代省立中心医院（Centre Hospitalier Départemental Vendée），其下属的蒙泰居病区（site de Montaigu）位于蒙泰居旺代，距离罗什塞维耶尔市区的正常车程大约20分钟，该院设有床位209个。

### 住房
2020年，罗什塞维耶尔境内共有各类住房1,480套，其中90.5%为独立式住宅，9.3%为集中式住宅。常住房屋占罗什塞维耶尔市镇范围内居民建筑总量的92.6%。
在住房保障政策方面，2022年，罗什塞维耶尔境内共有140户家庭获得了住房经济补助，受益人数占总人口数量的4.0%，其中123份为房租补助。

### 商业
2021年，罗什塞维耶尔境内共有各类实体商铺55家，其中餐厅4家、大型超市1家、面包房2家、书店2家、银行门店2家、美容美发店4家、汽车维修店8家。罗什塞维耶尔镇中心东北部建有一家Intermarché超市。

### 体育
2021年，罗什塞维耶尔境内共有1间体育馆、1处网球场以及1处足球或橄榄球场。
截至2024年2月，罗什塞维耶尔卢瓦尔旺代女子集团（Groupement Féminin Rocheservière Vendée Loire，编号560770）是罗什塞维耶尔境内唯一的一家注册足球俱乐部，该俱乐部下含多个不同年龄段的女子足球队，其主场为市政球场（Stade Municipal）。
布艾讷-罗什塞维耶尔足球俱乐部（FC Bouaine Rocheservière，编号580592）成立于2013年，其主队2023至2024赛季参加卢瓦尔河地区大区足球联赛丙组（法国第八级别），其注册地及主场为位于圣菲尔贝德布艾讷境内的市政球场（Stade Municipal）。

### 环境
罗什塞维耶尔的环境事务由其所属的蒙泰居土地城市圈公共社区联合各级政府协调负责。2021年，罗什塞维耶尔境内暂无污染企业。

### 治安
2021年，罗什塞维耶尔市镇范围内共有1处宪兵队。
罗什塞维耶尔及其附近的共78个市镇是永河畔拉罗什国家宪兵队（zone gendarmerie de La-Roche-sur-Yon）的管辖范围。2020年，该宪兵队累计记录各类案件5,950起，其中盗窃类案件3,017起，经济类案件938起，毒品交易类案件210起。

## 文化

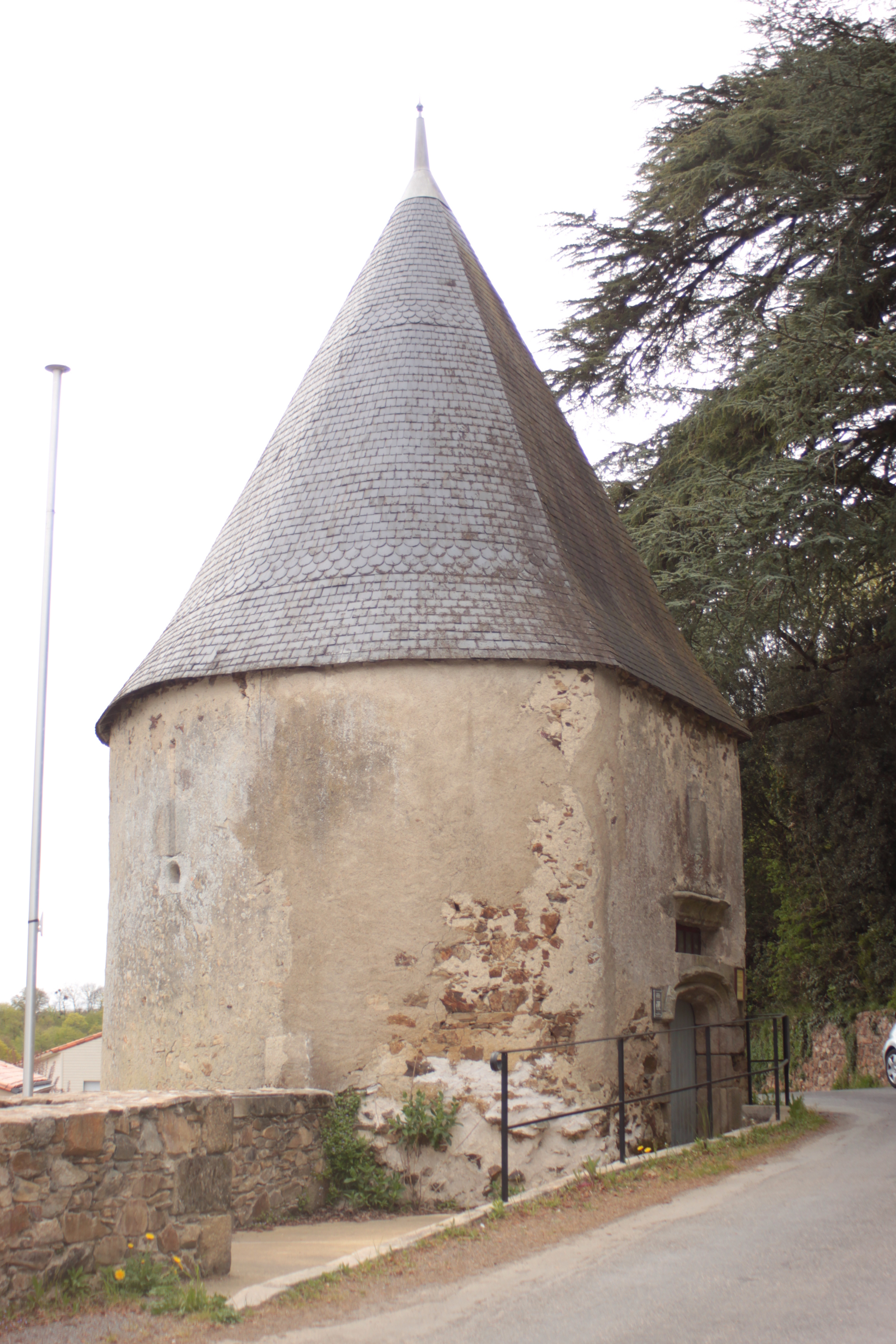
建于16世纪的塔楼

2021年，罗什塞维耶尔境内暂无任何文化设施。罗什塞维耶尔境内建有多媒体中心（Médiathèque），每周一、三、五、六向公众开放。

### 建筑
罗什塞维耶尔境内有多处历史建筑，其中圣母教堂、高架桥、塔楼等是当地的地标性建筑物。

### 旅游
罗什塞维耶尔的旅游事务由其所属的蒙泰居土地城市圈公共社区联合各级政府协调负责。2023年，罗什塞维耶尔境内暂无任何游客接待设施。

### 媒体
法国主要的媒体均可在罗什塞维耶尔接收，法国电视三台下属的卢瓦尔河地区大区频道在部分时段播出罗什塞维耶尔所在旺代省的地方新闻。《旺代邮报》、蓝色法兰西海滨卢瓦尔广播、旺代电视台等是当地主要的地方媒体。

## 相关人物
法国政治家莱昂-阿尔芒·德博德里·达松出生于罗什塞维耶尔。

## 友好城市
截至2024年2月，罗什塞维耶尔共与一座城市建立了友好城市关系：
- 德国 吉尔泽贝格